# Kepler-16b
Kepler-16b (tên chính thức Kepler-16 (AB) -b) là một hành tinh ngoài hệ mặt trời. Nó là một hành tinh có khối lượng gần giống Sao Thổ bao gồm một nửa khí và nửa đá và băng, và nó quay quanh một ngôi sao đôi, Kepler-16, với chu kì 229 ngày. Josh Carter thuộc Trung tâm Vật lý thiên văn Harvard-Smithsonian, một người trong nhóm khám phá ra hành tinh này xác nhận: "Đây là ví dụ đầu tiên được xác nhận một hành tinh quay quanh không phải một, mà là hai ngôi sao".

## Phát hiện
Kepler-16b được phát hiện bằng cách sử dụng đài quan sát không gian trên tàu vũ trụ Kepler của NASA.  Các nhà khoa học đã có thể phát hiện Kepler-16b bằng phương pháp  di chuyển ngang qua Mặt trời, khi họ nhận thấy sự mờ đi của một trong những ngôi sao của hệ thống ngay cả khi cái khác không làm lu mờ nó.
Trưởng nhóm phát hiện Kepler-16b, Laurance Doyle thuộc Viện SETI ở Mountain View, California, đã nói về độ chính xác này, "Tôi tin rằng đây là hành tinh được đo tốt nhất bên ngoài hệ mặt trời."  Ví dụ, bán kính của Kepler-16b được biết đến trong vòng giới hạn  0,3%, tốt hơn so với bất kỳ ngoại hành tinh nào được biết đến khác (tính đến tháng 9 năm 2011).
Theo báo cáo cho thấy quỹ đạo Kepler-16b gần rìa ngoài có thể ở được,  nhưng nó có thể là một khối khí khổng lồ với nhiệt độ bề mặt khoảng −100 đến −70 ° C (−150 đến −94 ° F).

## Đặc điểm
Khối lượng, bán kính và nhiệt độ Kepler-16b là một khối khí khổng lồ, một hành tinh ngoài hệ Mặt trời mà nó có cùng khối lượng và bán kính với các hành tinh Sao Mộc và Sao Thổ. Nó có nhiệt độ 188 K (−85 °C; − 121 °F). Hành tinh này có bán kính 0,77 RJ, nhỏ hơn một chút so với Sao Thổ và không có bề mặt rắn.

## Quỹ đạo
Hành tinh quay một quỹ đạo xung quanh hệ sao đôi (loại K) và (loại M). Các ngôi sao quay quanh nhau cứ sau 41 ngày. Các ngôi sao có khối lượng lần lượt là 0,68 M☉ và 0,20 M☉ và bán kính 0,64 R☉ và 0,22 R☉. Chúng có nhiệt độ bề mặt là 4450 K và 3311 K. Dựa trên các đặc điểm của sao và động lực học quỹ đạo, người ta ước tính hệ này khoảng 2 tỷ năm tuổi.
Các quỹ đạo Kepler-16b xung quanh các ngôi sao mẹ của nó với khoảng 14% và 0,5% độ sáng của Mặt trời, tương ứng, cứ sau 228 ngày ở khoảng cách 0,704 AU so với các ngôi sao của nó (gần bằng khoảng cách mà Sao Kim quay quanh Mặt trời, khoảng 0,71 AU).

## Tên
Nó được liệt kê là Kepler-16 (AB) -b trên Cơ sở dữ liệu thiên văn SIMBAD. Từ điển bách khoa toàn thư hành tinh liệt kê nó là Kepler-16 (AB) b. Trung tâm Smithsonian đã gọi Kepler-16b một cách không chính thức là "Tatooine", ám chỉ hành tinh hư cấu quay quanh hai mặt trời là bối cảnh chính trong loạt phim Chiến tranh giữa các vì sao nổi tiếng.